# Irlandi ürügulyás

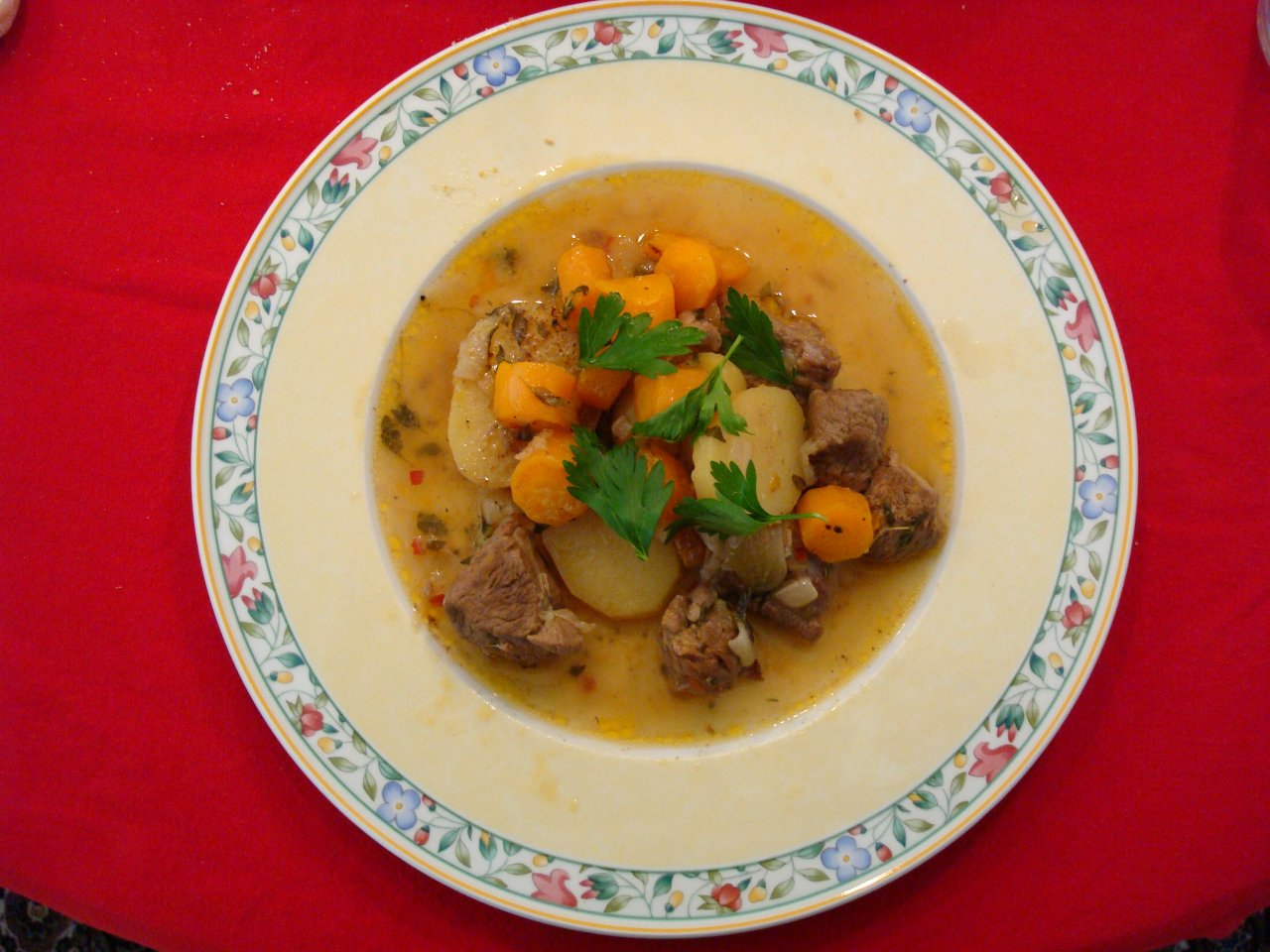
Irish Stew friss petrezselyemmel

Az ír főzelék (Irish Stew avagy esetleg püré),   közismert magyar nevén irlandi ürügulyás hagyományos ír étel, bárányhúsból, krumpliból, hagymából és petrezselyemből. Gyakran kerül bele még sárgarépa, fehérgyökér, valamint különböző fűszerek úgy mint kakukkfű és bazsalikom.
A régebben a „szegényember étkének” tartott ürügulyás népszerűsége az utóbbi évtizedekben Írországban visszaszorult. Az éttermekben kapható változata újabban inkább marhahúsból vagy szárnyasból készül.